# Manuel Antonio Araoz Carrera
Manuel Antonio Araoz Carrera; (* 1789 - † 1857). Hijo de Francisco de Borja Araoz Fontecilla, capitán de las milicias emancipadoras de Valparaíso, y Damiana de la Carrera Cuevas. Contrajo matrimonio con María Mercedes Baeza y de la Cuadra. Abrazó tempranamente la causa de la independencia y asistió al Cabildo Abierto de 1810, por el bando juntista. Formó parte de la Junta que aprobó en 1812 el Primer Reglamento Constitucional, redactado por el gobierno de su primo, José Miguel Carrera, siendo uno de los seis senadores electos para el Primer Senado de Chile.

## Actividades políticas
- Senador (1812)
- Senador representante del Ejército (1822-1823)
- Diputado representante del Constitución y Cauquenes (1824-1825 (1825-1826) (1827-1828) y (1828-1829)